# Bataille de Nikolaïevka
Seconde Guerre mondiale
Batailles
Front de l’Est

Prémices :
- Campagne de Pologne
- Guerre d’Hiver

Guerre germano-soviétique :
- 1941 : L'invasion de l'URSS

- Opération Barbarossa

Front nord : 
- Guerre de Continuation
- Opération Silberfuchs
- Siège de Léningrad

Front central : 
- 2e bataille de Brest-Litovsk
- Bataille de Białystok–Minsk
- 1re bataille de Smolensk
- Bataille de Kiev

Front sud : 
- Siège d'Odessa
- Campagne de Crimée

- 1941-1942 : La contre-offensive soviétique

Front nord : 
- Poche de Demiansk
- Poche de Kholm

Front central : 
- Bataille de Moscou

Front sud : 
- Seconde bataille de Kharkov

- 1942-1943 : De Fall Blau à 3e Kharkov

Front nord : 
- Offensive de Siniavino
- Opération Iskra
- Bataille de Krasny Bor
- Opération Poliarnaïa Zvezda

Front central : 
- Opération Mars

Front sud : 
- Bataille du Caucase (opération Fall Blau)
- Bataille de Stalingrad
- Opération Uranus
- Opération Saturne
- Offensive d'Ostrogojsk-Rossoch
- Offensive de Voronej-Kastornoe
- Opération Gallop
- Opération Étoile
- Troisième bataille de Kharkov

- 1943-1944 : Libération de l'Ukraine et de la Biélorussie

Front central : 
- 2e bataille de Smolensk
- Opération Bagration

Front sud : 
- Bataille de Koursk
- Bataille du Dniepr
- Offensive Dniepr-Carpates
- Offensive de Crimée
- Offensive de Lvov-Sandomir

- 1944-1945 : Campagnes d'Europe centrale et d'Allemagne

Allemagne : 
- Offensive Vistule-Oder
- Offensive de Poméranie orientale
- Siège de Breslau
- Offensive de Prusse-Orientale
- Bataille de Königsberg
- Bataille de Seelow
- Bataille de Bautzen
- Bataille de Berlin
- Capitulation allemande

Front nord et Finlande : 
- Guerre de Laponie
- Offensive Leningrad-Novgorod
- Bataille de Narva

Europe orientale : 
- Opération Margarethe
- Insurrection de Varsovie
- Soulèvement national slovaque
- Opération Panzerfaust
- Bataille de Budapest
- Opération Frühlingserwachen
- Offensive de Vienne
- Insurrection de Prague
- Offensive de Prague
- Bataille de Slivice

Front d’Europe de l’Ouest

Campagnes d'Afrique, du Moyen-Orient et de Méditerranée

Bataille de l’Atlantique

Guerre du Pacifique

Guerre sino-japonaise

Théâtre américain
La bataille de Nikolaïevka (ou  Nikolajewka, translittération allemande de la langue russe) qui a eu lieu pendant la Seconde Guerre mondiale, précisément le 26 janvier 1943, a vu un affrontement entre les troupes soviétiques  et les forces résiduelles chaotiques de l'Axe en retraite dans la partie sud du front russe. Le village de Nikolaïevka appartient aujourd'hui à la localité rurale de Livenka (en), raïon de Krasnogvardeïevsk, oblast de Belgorod.

## Contexte
En 1942, au cours de la Seconde Guerre mondiale, une force italienne expéditionnaire qui comprenait les divisions alpines Julia, Tridentina et Cuneense (it), est envoyée sur le front russe pour soutenir la Wehrmacht. 
L'Alpini, qui prit une part active à la défense du front sur le Don, est encerclée par les troupes de l'Armée rouge et est forcée de battre en retraite  à travers la steppe russe. Au cours de la retraite, elle est engagée dans des affrontements dont le combat de Nikolaïevka qui a lieu le 26 janvier 1943.

## La bataille
Le matin du 26 janvier, l'avant garde de la Tridentina atteint le hameau de Nikolaïevka, occupé par une division soviétique, qui repousse une première attaque. Le général Luigi Reverberi (it), commandant de la division Tridentina mène l'assaut final et la formation soviétique, confrontée à l'attaque d'une vague humaine abandonne le village. Le chef d'état-major du Corps d'armée, le général Giulio Martinat (it) est tué à la tête de ses troupes.

## Conséquences
La bataille est un succès car, malgré des pertes importantes, les troupes de l'Axe, bien que décimées et complètement désorganisées, réussissent à passer le barrage des troupes soviétiques et parviennent à atteindre Chebekino le 31 janvier 1943, en dehors des « tenailles » russes. Les deux autres divisions alpines et la Vicenza sont prises au piège et forcées de se rendre à Valouïki (au sud de Nikolaïevka) par les unités du 7e corps de cavalerie soviétique qui est présent sur le lieu depuis le 19 janvier,.

## Dans la littérature
Mario Rigoni Stern, Il sergente nella neve (1953), publié en français sous le titre Le Sergent dans la neige, traduit par Noël Calef, Paris, Denoël, 1954 ; réédition, Paris, 10/18, coll. « Domaine étranger » no 2634, 1995 